# Skoki do wody na Mistrzostwach Świata w Pływaniu 2022 – trampolina 3 m synchronicznie kobiet
Trampolina 3 m synchronicznie kobiet – jedna z konkurencji rozgrywanych w ramach skoków do wody, podczas mistrzostw świata w pływaniu w 2022. Eliminacje oraz finał odbyły się 3 lipca.
Do eliminacji zgłoszonych zostało 13 par. Dwanaście najlepszych duetów awansowało do finałowej rywalizacji.
Zwyciężczyniami konkurencji zostały reprezentantki Chin Chang Yani i Chen Yiwen. Drugą pozycję zajęły zawodniczki z Japonii Rin Kaneto i Sayaka Mikami, trzecią zaś reprezentujące Australię Maddison Keeney i Anabelle Smith.

## Wyniki
| Miejsce | Zawodniczki                        | Państwo           | Eliminacje | Eliminacje | Finał  | Finał   |
| Miejsce | Zawodniczki                        | Państwo           | Wynik      | Miejsce    | Wynik  | Miejsce |
| ------- | ---------------------------------- | ----------------- | ---------- | ---------- | ------ | ------- |
| 01 !    | Chang Yani Chen Yiwen              | Chiny             | 317,73     | 1.         | 343,14 | 1.      |
| 02 !    | Rin Kaneto Sayaka Mikami           | Japonia           | 275,10     | 5.         | 303,00 | 2.      |
| 03 !    | Maddison Keeney Anabelle Smith     | Australia         | 287,04     | 2.         | 294,12 | 3.      |
| 4.      | Lena Hentschel Tina Punzel         | Niemcy            | 282,87     | 3.         | 282,99 | 4.      |
| 5.      | Margo Erlam Mia Vallée             | Kanada            | 282,60     | 4.         | 282,90 | 5.      |
| 6.      | Ng Yan Yee Nur Dhabitah Sabri      | Malezja           | 272,97     | 6.         | 282,45 | 6.      |
| 7.      | Brooke Schultz Kristen Hayden      | Stany Zjednoczone | 257,40     | 7.         | 273,90 | 7.      |
| 8.      | Arantxa Chávez Abril Navarro       | Meksyk            | 237,96     | 11.        | 266,16 | 8.      |
| 9.      | Deshame Bent-Ashmeil Amy Rollinson | Wielka Brytania   | 247,80     | 10.        | 248,40 | 9.      |
| 10.     | Luana Lira Anna Lúcia Rodrigues    | Brazylia          | 248,40     | 9.         | 245,94 | 10.     |
| 11.     | Diana Pineda Daniela Zapata        | Kolumbia          | 249,84     | 8.         | 229,80 | 11.     |
| 12.     | Jade Gillet Naïs Gillet            | Francja           | 198,30     | 12.        | 228,45 | 12.     |
| 13.     | Grace Brammer Kerry-Leigh Morrison | Południowa Afryka | 190,20     | 13.        | NQ     | NQ      |